# ليندسي فيلتون
ليندسي فيلتون (بالإنجليزية: Lindsay Felton)‏ هي ممثلة أمريكية، ولدت في 4 ديسمبر 1984 في سياتل في الولايات المتحدة.

## وصلات خارجية
- ليندسي فيلتون على موقع IMDb (الإنجليزية)
- ليندسي فيلتون على موقع قاعدة بيانات الفيلم (الإنجليزية)